# جيمي والش (لاعب كرة قدم)
جيمي والش (بالإنجليزية: Jimmy Walsh)‏ (15 مايو 1901 في المملكة المتحدة - 1971) هو لاعب كرة قدم بريطاني (وحمل سابقاً جنسية المملكة المتحدة لبريطانيا العظمى وأيرلندا) في مركز الهجوم. لعب مع ستوكبورت كونتي ونادي كرو ألكساندرا ونادي ليفربول وهال سيتي وColwyn Bay F.C. ‏.